# بلک باتم (ویرجینیای غربی)
بلک باتم (به انگلیسی: Black Bottom) یک منطقهٔ مسکونی در ایالات متحده آمریکا است که در شهرستان لوگان، ویرجینیای غربی واقع شده‌است. بلک باتم ۲۱۸٫۸۵ متر بالاتر از سطح دریا واقع شده‌است.